# Liste der Orte in Karlsruhe
Die Liste der Orte in Karlsruhe listet die geographisch getrennten Orte (Stadtteile, Dörfer, Weiler, Höfe, Wohnplätze) im Stadtkreis Karlsruhe in Baden-Württemberg auf.

## Systematische Liste
Alphabet der Stadtteile mit den zugehörigen Orten:
Die Stadt Karlsruhe gliedert sich in folgende Stadtteile:
- Innere Stadtteile:
  - Innenstadt-Ost
  - Innenstadt-West
  - Nordstadt
  - Nordweststadt
  - Oststadt
  - Südstadt
  - Südweststadt
  - Weststadt
- Äußere Stadtteile:
  - Beiertheim-Bulach
  - Daxlanden
  - Durlach
  - Grötzingen
  - Grünwettersbach
  - Grünwinkel
  - Hagsfeld
  - Hohenwettersbach
  - Knielingen
  - Mühlburg
  - Neureut
  - Oberreut
  - Palmbach
  - Rintheim
  - Rüppurr
  - Stupferich
  - Waldstadt
  - Weiherfeld-Dammerstock
  - Wolfartsweier

## Alphabetische Liste
In Normalschrift erscheinen die Stadtteile, in Kursivschrift Wohnplätze, Höfe und Häuser:
| - Albsiedlung - Alt Daxlanden - Alt Grünwinkel - Alt Knielingen - Alte Heidenstückersiedlung - Amerikanische Siedlung - An der Eggensteiner Allee - An der Kreisstraße - An der Linkenheimer Landstraße - Aue - Augustenberg - Batzenhof - Beiertheim-Bulach - Beiertheimer Feld - Bergwald - Dammerstock - Daxlanden - Daxlanden Ost - Dornwaldsiedlung - Durlach - Elfmorgenbruch, Baracken - Flugplatz-Siedlung - Gagfah-Siedlung - Gartenstadt - Geigersberg - Gottesaue - Grötzingen - Grüner Weg - Grünwettersbach - Grünwinkel - Gut Scheibenhardt - Hagsfeld - Hardeck-Siedlung - Hardtwaldsiedlung - Heide - Heidenstückersiedlung - Hofgut Maxau - Hohenwettersbach - Im Brühl - Innenstadt-Ost - Innenstadt-West - Killisfeld - Kirchfeldsiedlung - Knielingen | - Lamprechtshof - Lange Richtstatt - Lohn-Lissen - Märchenring - Maxau - Mühlburg - Mühlburger Feld - Neu Daxlanden - Neu Knielingen - Neue Heidenstückersiedlung - Neureut - Nordstadt - Nordweststadt - Oberfeld - Oberreut - Oberwald - Oststadt - Palmbach - Pfinzhof - Reitschulschlag - Rheinhafengebiet - Rheinstrandsiedlung - Rintheim - Rintheimer Feld - Rittnerthof - Rosenhof - Rüppurr - Stadtrandsiedlung - Stupferich - Südstadt - Südwestliche Innenstadt - Südweststadt - Thomashof - Unterfeld - Untermühlsiedlung - Waldstadt - Weiherfeld-Dammerstock - Weingärten-Siedlung - Werrabronn - Weststadt - Wolfartsweier |